# Bologna FC 1909
Câu lạc bộ bóng đá Bologna 1909, thường được gọi là Bologna (phát âm tiếng Ý: [boˈloɲɲa]), là một câu lạc bộ bóng đá có trụ sở ở Bologna, Emilia-Romagna. Đội được thành lập vào năm 1909 và vẫn hoạt động cho tới nay. Đội bóng có biệt danh là rossoblù (đỏ và xanh) vì màu áo sọc đỏ và xanh của họ.
Trong lịch sử đội bóng đã vô địch Giải bóng đá quốc gia Ý 7 lần. Họ là đội bóng thành công thứ 6 trong lịch sử giải đấu. Bologna được lên chơi ở Serie A vào mùa giải 2008-09, lần gần nhất họ chơi ở giải này là mùa giải 2004-05.

## Danh hiệu
Giải bóng đá vô địch Ý / Serie A: 7
- Vô địch: 1924–25; 1928–29; 1935–36; 1936–37; 1938–39; 1940–41; 1963–64
- Về nhì: 1931–32; 1939–40

Cúp quốc gia Ý 2: 
- Vô địch: 1969–70, 1973–74

Mitropa Cup 3: 
- Vô địch: 1932, 1934, 1961

UEFA Intertoto Cup:
- Vô địch: 1998

Giải vô địch phía Bắc Ý:
- Vô địch: 1924–25
- Về nhì: 1920–21, 1923–24, 1925–26

## Cầu thủ

### Đội hình hiện tại
Tính đến ngày 30/8/2024
Ghi chú: Quốc kỳ chỉ đội tuyển quốc gia được xác định rõ trong điều lệ tư cách FIFA. Các cầu thủ có thể giữ hơn một quốc tịch ngoài FIFA.
| Số | VT | Quốc gia  | Cầu thủ                                   |
| -- | -- | --------- | ----------------------------------------- |
| 1  | TM | Ba Lan    | Łukasz Skorupski                          |
| 2  | HV | Thụy Điển | Emil Holm                                 |
| 3  | HV | Áo        | Stefan Posch                              |
| 4  | HV | Serbia    | Mihajlo Ilić                              |
| 5  | HV | Croatia   | Martin Erlić                              |
| 6  | TV | Croatia   | Nikola Moro                               |
| 7  | TĐ | Ý         | Riccardo Orsolini (đội phó)               |
| 8  | TV | Thụy Sĩ   | Remo Freuler                              |
| 9  | TĐ | Argentina | Santiago Castro                           |
| 10 | TĐ | Thụy Điển | Jesper Karlsson                           |
| 11 | TĐ | Thụy Sĩ   | Dan Ndoye                                 |
| 14 | TĐ | Anh       | Samuel Iling-Junior (mượn từ Aston Villa) |
| 15 | HV | Ý         | Nicolò Casale (mượn từ Lazio)             |
| 16 | HV | Ý         | Tommaso Corazza                           |
| 17 | TV | Maroc     | Oussama El Azzouzi                        |
| 18 | TV | Ý         | Tommaso Pobega (mượn từ AC Milan)         |

| Số | VT | Quốc gia    | Cầu thủ                     |
| -- | -- | ----------- | --------------------------- |
| 19 | TV | Scotland    | Lewis Ferguson (đội trưởng) |
| 20 | TV | Thụy Sĩ     | Michel Aebischer            |
| 21 | TĐ | Đan Mạch    | Jens Odgaard                |
| 22 | HV | Hy Lạp      | Charalampos Lykogiannis     |
| 23 | TM | Ý           | Nicola Bagnolini            |
| 24 | TĐ | Hà Lan      | Thijs Dallinga              |
| 26 | HV | Colombia    | Jhon Lucumí                 |
| 28 | TĐ | Ý           | Nicolò Cambiaghi            |
| 29 | HV | Ý           | Lorenzo De Silvestri        |
| 30 | TĐ | Argentina   | Benjamín Domínguez          |
| 31 | HV | Hà Lan      | Sam Beukema                 |
| 33 | HV | Tây Ban Nha | Juan Miranda                |
| 34 | TM | Ý           | Federico Ravaglia           |
| 80 | TV | Ý           | Giovanni Fabbian            |
| 82 | TV | Ba Lan      | Kacper Urbański             |

### Các cầu thủ còn hợp đồng
Tính đến ngày 30/8/2024
Ghi chú: Quốc kỳ chỉ đội tuyển quốc gia được xác định rõ trong điều lệ tư cách FIFA. Các cầu thủ có thể giữ hơn một quốc tịch ngoài FIFA.
| Số | VT | Quốc gia | Cầu thủ        |
| -- | -- | -------- | -------------- |
| —  | TV | Phần Lan | Niklas Pyyhtiä |

### Cho mượn
Tính đến ngày 30/8/2024
Ghi chú: Quốc kỳ chỉ đội tuyển quốc gia được xác định rõ trong điều lệ tư cách FIFA. Các cầu thủ có thể giữ hơn một quốc tịch ngoài FIFA.
| Số | VT | Quốc gia | Cầu thủ                                                   |
| -- | -- | -------- | --------------------------------------------------------- |
| —  | HV | Ý        | Kevin Bonifazi (tại Lecce đến 30/6/2025)                  |
| —  | HV | Ý        | Mattia Motolese (tại Carrarese đến 30/6/2025)             |
| —  | HV | Uruguay  | Joaquín Sosa (tại CF Montréal đến 30/6/2025)              |
| —  | HV | Ý        | Riccardo Stivanello (tại Juventus Next Gen đến 30/6/2025) |
| —  | TV | Iceland  | Andri Baldursson (tại IF Elfsborg đến 30/6/2025)          |

| Số | VT | Quốc gia | Cầu thủ                                           |
| -- | -- | -------- | ------------------------------------------------- |
| —  | TV | Ý        | Manuel Rosetti (tại Sestri Levante đến 30/6/2025) |
| —  | TĐ | Ý        | Gianmarco Cangiano (tại Pescara đến 30/6/2025)    |
| —  | TĐ | Nigeria  | Orji Okwonkwo (tại Reggiana đến 30/6/2025)        |
| —  | TĐ | Ý        | Antonio Raimondo (tại Venezia đến 30/6/2025)      |

### Các cựu cầu thủ nổi tiếng
| - Francesco Antonioli - Pietro Arcari - Angelo Badini - Emilio Badini - Roberto Baggio - Mauro Bellugi - Stefano Bettarini - Amedeo Biavati - Jonathan Binotto - Giacomo Bulgarelli - Antonio Cabrini - Vittorio Caporale - Gino Cappello - Carlo Ceresoli - Cesarino Cervellati - Giuseppe Della Valle - Marco Di Vaio - Romano Fogli - Davide Fontolan - Carlo Furlanis - Felice Gasperi - Mario Gianni - Franco Janich - Federico Giunti - Tomas Locatelli - Roberto Mancini - Enzo Maresca - Giancarlo Marocchi - Danilo Martelli - Mario Montesanto - William Negri - Paolo Negro - Carlo Nervo |  | - Renato Olive - Michele Paramatti - Ezio Pascutti - Mirko Pavinato - Eraldo Pecci - Marino Perani - Bernardo Perin - Alberto Pozzi - Gino Pivatelli - Carlo Reguzzoni - Tazio Roversi - Raffaele Sansone - Giuseppe Savoldi - Angelo Schiavio - Giuseppe Signori - Stefano Torrisi - Paride Tumburus - Nicola Ventola - Cristian Zaccardo - Alessandro Gamberini - Emiliano Moretti - Vittorio Nicoletti - Gerardo Ottani - Massimo Paganin - Gianluca Pagliuca |  | - Igli Tare - Andrés Guglielminpietro - Humberto Maschio - Julio Cruz - Lajos Detari - Stefano Mike - Luciano Siqueira de Oliveira (Eriberto) - Geovani Silva - Lima - Luis Vinicio - Ze Elias - Francisco Fedullo - Eraldo Monzeglio - Hector Puricelli - Michele Andreolo - Helmut Haller - Herbert Waas - Nikolay Iliev - Mohammed Kallon - Igor Kolyvanov - Igor Shalimov - Igor Simutenkov - Frane Matošić - Valentin Năstase - Hidetoshi Nakata - Harald Nielsen - Luis Oliveira - Stéphane Demol - Kubilay Türkyilmaz - Theodoros Zagorakis - Kennet Andersson - Klas Ingesson - Massimo Bonini |

## Chủ tịch
| Tên                             | Năm       |
| ------------------------------- | --------- |
| Louis Rauch                     | 1909–1910 |
| Pio Borghesani                  | 1910      |
| Emilio Arnstein                 | 1910      |
| Igino Bettini                   | 1936–1941 |
| Domenico Gori                   | 1910–1912 |
| Rodolfo Minelli                 | 1912–1919 |
| Cesare Medica                   | 1919–1921 |
| Angelo Sbarberi                 | 1921–1922 |
| Antonio Turri                   | 1922      |
| Ruggero Murè (Chủ tịch danh dự) | 1923      |
| Enrico Masetti                  | 1923–1925 |
| Paolo Graziani                  | 1925–1928 |
| Gianni Bonaveri                 | 1928–1935 |

| Tên                       | Năm       |
| ------------------------- | --------- |
| Renato Dall'Ara           | 1935–1964 |
| Luigi Goldoni             | 1964–1968 |
| Raimondo Venturi          | 1968–1970 |
| Filippo Montanari         | 1970–1972 |
| Luciano Conti             | 1972–1979 |
| Tommaso Fabbretti         | 1979–1983 |
| Giuseppe Brizzi           | 1983–1985 |
| Luigi Corioni             | 1985–1991 |
| Piero Gnudi               | 1991–1993 |
| Giuseppe Gazzoni Frascara | 1993–2002 |
| Renato Cipollini          | 2002–2005 |
| Alfredo Cazzola           | 2005-2008 |
| Francesca Menarini        | 2008-nay  |

## Huấn luyện viên
| Tên                                                              | Năm     |
| ---------------------------------------------------------------- | ------- |
| Hermann Felsner                                                  | 1920–31 |
| Gyula Lelovics                                                   | 1931–32 |
| József Nagy                                                      | 1932    |
| Achille Gama                                                     | 1932–33 |
| Giám đốc kỹ thuật Pietro Genovesi Bernardo Perin Angelo Schiavio | 1933–34 |
| Lajos Kovács                                                     | 1934    |
| Árpád Weisz                                                      | 1934–38 |
| Hermann Felsner                                                  | 1938–42 |
| Mario Montesanto                                                 | 1942–43 |
| Alexander Popovic                                                | 1945–46 |
| Giám đốc kỹ thuật Pietro Genovesi Angelo Schiavio                | 1946    |
| József Viola                                                     | 1946–47 |
| Gyula Lelovics                                                   | 1947–48 |
| Tony Cargnelli                                                   | 1948–49 |
| Edmund Crawford                                                  | 1950–51 |
| Raffaele Sansone                                                 | 1951    |
| Giuseppe Galluzzi                                                | 1951–52 |
| Gyula Lelovics                                                   | 1952    |
| Giuseppe Viani                                                   | 1952–56 |
| Aldo Campatelli                                                  | 1956–57 |
| Ljubo Benčić                                                     | 1957    |
| György Sárosi                                                    | 1957–58 |
| Alfredo Foni                                                     | 1958–59 |
| Federico Allasio                                                 | 1959–61 |
| Fulvio Bernardini                                                | 1961–65 |

| Tên                                 | Năm                  |
| ----------------------------------- | -------------------- |
| Manlio Scopigno                     | 1965                 |
| Luis Carniglia                      | 1965–68              |
| Giuseppe Viani                      | 1968                 |
| Cesarino Cervellati                 | 1968–69              |
| Oronzo Pugliese                     | 1969                 |
| Edmondo Fabbri                      | 1969–72              |
| Oronzo Pugliese Cesarino Cervellati | 1972                 |
| Bruno Pesaola                       | 1972–76              |
| Gustavo Giagnoni                    | 1976–77              |
| Cesarino Cervellati                 | 1977                 |
| Bruno Pesaola                       | 1977–79              |
| Marino Perani                       | 1979                 |
| Cesarino Cervellati                 | 1979                 |
| Marino Perani                       | 1979–80              |
| Luigi Radice                        | 1980–81              |
| Tarcisio Burgnich                   | 1981–82              |
| Francesco Liguori                   | 1982                 |
| Alfredo Magni                       | 1982                 |
| Paolo Carosi                        | 1982–83              |
| Cesarino Cervellati                 | 1983                 |
| Giancarlo Cadé                      | 1983–84              |
| Nello Santin                        | 1984                 |
| Bruno Pace                          | 1984–85              |
| Carlo Mazzone                       | 1985–86              |
| Vincenzo Guerini                    | 1/7/1986 – 4/5/1987  |
| Giovan Battista Fabbri              | 1987                 |
| Luigi Maifredi                      | 1/7/1987 – 30/6/1990 |
| Francesco Scoglio                   | 1990                 |

| Tên                       | Năm                    |
| ------------------------- | ---------------------- |
| Luigi Radice              | 1990–91                |
| Luigi Maifredi            | 1991                   |
| Nedo Sonetti              | 1991–92                |
| Eugenio Bersellini        | 1992–93                |
| Aldo Cerantola            | 1993                   |
| Romano Fogli              | 1993                   |
| Alberto Zaccheroni        | 1993                   |
| Edoardo Reja              | 8/12/1993 – 30/6/1994  |
| Renzo Ulivieri            | 1994–98                |
| Carlo Mazzone             | 1/7/1998 – 30/6/1999   |
| Sergio Buso               | 1999                   |
| Francesco Guidolin        | 1/7/1999 – 30/6/2003   |
| Carlo Mazzone             | 1/7/2003 – 30/6/2005   |
| Renzo Ulivieri            | 2005                   |
| Andrea Mandorlini         | 9/11/2005 – 5/3/2006   |
| Renzo Ulivieri            | 2006–07                |
| Luca Cecconi              | 2007 – 30/6/2007       |
| Daniele Arrigoni          | 1/7/2007 – 3/11/2008   |
| Siniša Mihajlović         | 3/11/2008 – 14/4/2009  |
| Giuseppe Papadopulo       | 14/4/2009 – 20/10/2009 |
| Franco Colomba            | 21/10/2009 – 29/8/2010 |
| Paolo Magnani (tạm quyền) | 29/8/2010 – 31/8/2010  |
| Alberto Malesani          | 1/9/2010 – 26/5/2011   |
| Pierpaolo Bisoli          | 26/5/2011 – 4/10/2011  |
| Stefano Pioli             | 4/10/2011 – 8/1/2014   |
| Davide Ballardini         | 8/1/2014 – 30/6/2014   |
| Diego López               | 1/7/2014 – 4/5/2015    |
| Delio Rossi               | 4/5/2015 – 28/10/2015  |

| Tên                     | Năm                    |
| ----------------------- | ---------------------- |
| Roberto Donadoni        | 28/10/2015 – 24/5/2018 |
| Filippo Inzaghi         | 1/7/2018 – 28/1/2019   |
| Siniša Mihajlović       | 28/1/2019 – 6/9/2022   |
| Luca Vigiani (tạm thời) | 6 – 12/9/2022          |
| Thiago Motta            | 12/9/2022 – 23/5/2024  |
| Vincenzo Italiano       | 1/7/2024 – nay         |